# Furmanowo (Kaliningrad, Bagrationowsk)
Furmanowo (russisch Фурманово) ist der Name dreier ehemals eigenständiger – heute nicht mehr existenter – Ortschaften (bis 1945 Klein Dexen, Schlawitten und Wonditten) in der russischen Oblast Kaliningrad (Gebiet Königsberg (Preußen)). Sie gehörten bis 2009 zum Orechowski sowjet (Dorfsowjet Orechowo (Althof, Kreis Preußisch Eylau)) im Rajon Bagrationowsk (Preußisch Eylau).

## Geographische Lage
Die heute Furmanowo genannten Orte liegen in der historischen Region Ostpreußen, etwa sechs bis sieben Kilometer westlich der Stadt Bagrationowsk (Preußisch Eylau). 

## Klein Dexen

Klein Dexen (Kl. Dexen), südlich von Königsberg i. Pr. und westnordwestlich von Preußisch Eylau, auf einer Landkarte von 1910

Klein Dexen (Lage; im Gegensatz zu dem 1 Kilometer nördlich gelegenen Groß Dexen, heute russisch Nagornoje) bestand bereits zu Beginn des 14. Jahrhunderts. Vor 1945 war es eine Landgemeinde im Landkreis Preußisch Eylau im Regierungsbezirk Königsberg in der preußischen Provinz Ostpreußen.
Die Landgemeinde Klein Dexen wurde 1928 durch den Zusammenschluss mit dem (teilweisen) Gutsbezirk Preußisch Eylau (Forst) und den Gutsbezirken Körnen (heute polnisch), Lölken und Pilzen (heute russisch: Dubrowka) gebildet. 1930 wurde die Gemeinde Klein Dexen in den Amtsbezirk Dexen eingegliedert, bis 1938 der Zusammenschluss der Landgemeinden Klein Dexen und Wonditten mit den Gemeinden Orschen (heute polnisch: Osry), Bornehnen (heute russisch: Bogatowo) und Klaussen (heute russisch: Dubrowka) zum neuen Gutsbezirk Stablack (Gartenstadt Stablack, heute russisch: Dolgorukowo) erfolgte. Dieser wiederum wurde dann in den neugebildeten Amtsbezirk Stablack eingegliedert, der bis 1945 bestand.
Nordöstlich des Dorfes errichtete man nach 1939 ein Stammlager (Stalag I A) mit Baracken für Kriegsgefangene, die zum Arbeitseinsatz auf die umliegenden Dörfer verteilt wurden. Später hat man hier auch Männer und Frauen interniert.
Im Frühjahr 1945 wurde südlich der Gemeindegrenze von Klein Dexen die vorläufige russisch-polnische Nachkriegs-Verwaltungsgrenze gezogen. Klein Dexen erlebte das Schicksal fast aller hier – noch dazu am Rande eines Truppenübungsplatzes – angesiedelten Dörfer und konnte nicht überleben. Eine Kriegsgräberstätte südöstlich des Dorfes erinnert heute an die Kriegsereignisse. Eine Bushaltestelle „im Grünen“ ohne Häuser scheint heute als einzige die Stelle zu markieren, an der sich einst Klein Dexen befand.

### Kirche

#### Dorfkirche

Kirche Klein Dexen, um etwa 1895, Ostseite

Um 1317 wurde die Klein Dexener Kirche errichtet und fand 1320 ihre erste urkundliche Erwähnung. Sie überdauerte mehr als sechs Jahrhunderte, bis sie Ende der 1930er Jahre der Erweiterung des Truppenübungsplatzes Stablack (heute russisch: Dolgorukowo) Platz machen musste. Ihre Inneneinrichtung verbrachte man in die Kirche in Stablack, die 1937 gebaut worden war. Als diese nach 1945 zum Pferdestall und Kinosaal zweckentfremdet wurde, ging die Ausstattung verlustig. In den 1980er Jahren vernichtete man auch die letzten Steinreste des Klein Dexener Gotteshauses.
Lediglich die 1710 in Königsberg (Preußen) (heute russisch: Kaliningrad) gegossene Kirchenglocke konnte überleben. Zwar wurde sie zu Beginn des Krieges 1940 zum Einschmelzen für Munitionszwecke eingezogen, doch blieb sie erhalten und wurde auf einem Glockenfriedhof in Hamburg wieder aufgefunden. Am 6. Februar 1952 wurde sie in der Kreuzkirche in Nordhorn nahe der niederländischen Grenze eingeholt. Mit dabei war Pfarrer Hans Hoehne aus Neuenhaus, Sohn des viertletzten Klein Dexener Pfarrers Erdmund Johannes Hoehne.

#### Kirchspiel
Das vorreformatorische und seit der Reformation evangelische Kirchspiel Klein Dexen gehörte ursprünglich zur Inspektion Bartenstein (heute polnisch: Bartoszyce) und kam erst später zum Kirchenkreis Preußisch Eylau (heute russisch: Bagrationowsk) in der Kirchenprovinz Ostpreußen der Kirche der Altpreußischen Union. Es zählte zu Beginn des 20. Jahrhunderts mehr als 5.000 Gemeindeglieder.
Im Jahre 1938 musste der Pfarrsitz von Klein Dexen in die neu angelegte Gartenstadt Stablack (heute russisch: Dolgorukowo) verlegt werden, als das Klein Dexener Gotteshaus aufgrund der Anlage eines Truppenübungsplatzes nicht mehr benutzt werden konnte.
Die Gemeindeglieder waren auf 32 Orte verteilt, die heute – sofern noch vorhanden – auf russischem und auch auf polnischem Staatsgebiet liegen (* = Schulorte):
| - Alkehnen (russisch) - Bornehnen (russisch: Bogatowo) - Domtau (russisch: Dolgorukowo) - Dulzen (polnisch: Dulsin) - Görken* (russisch: Dubrowka) - Graventhien (russisch: Kamyschewo, seit 1993: Awgustowka) - Groß Dexen (russisch: Nagornoje) - Grundfeld (russisch: Tschapajewo) - Heinrichsbruch (polnisch: Szklarnia) - Heinrichswalde (polnisch: Wężykowo) - Hussehnen* (russisch: Pogranitschnoje) - Jerlauken (russisch: Petrowskoje, seit 1993: Tschapajewo) - Klein Dexen (russisch: Furmanowo) - Klaussen (russisch: Dubrowka) - Körnen (polnisch: Kierno) - Leißen (russisch: Dolgorukowo) - Lölken (russisch) | - Orschen* (polnisch: Orsy) - Pilzen (russisch: Dubrowka) - Pompicken (russisch: Dolgorukowo) - Roditten (russisch: Nagornoje) - Rositten* (russisch: Bogatowo) - Saagen (polnisch: Sigajny) - Sausgarten Waldhaus (russisch) - Schlauthienen* (russisch: Tschapajewo) - Schlawitten (russisch: Furmanowo) - Schwadtken (polnisch: Świadki Iławeckie) - Skerwitten (russisch) - Sodehnen (polnisch: Sodziany) - Stablack Forst (russisch: Dolgorukowo) - Topprienen* (polnisch: Toprzyny) - Wackern (russisch: Jelanowka) - Wilhelmshöhe Forst (polnisch) - Wonditten (russisch: Furmanowo) |

#### Pfarrer
Seit der Reformation amtierten bis 1938 in Klein Dexen als Pfarrer:
| - Gregorius Kempe, 1554–1555 - Andreas Ciwentius, ab 1569 - Alexius Pohl, 1579 - Matthäus Dreyritter, 1584–1586 - George Andreä, 1586–1607 - Johann Lucas, 1607–1648 - Johann Partatius - Johann Conrad Galendorf, bis 1676 - Heinrich Fabricius, 1696–1698 - Johann Eberhard Seel, 1698–1725 - Christian Friedrich Burckhard, 1725–1749 - Christian Zeidler, 1750–1759 | - Johann Andreas Becker, 1760–1763 - Johann Gottfried Meuschen, 1763–1793 - Michael Biendarra, 1794–1816 - Johann Ernst Theodor Riedel, 1816–1850 - Constantin Theodor E. Riedel, 1850–1872 - Immanuel Th. E. Tipolt Clemens, 1872–1881 - Hans Karl Hermann Leidreiter, 1881–1899 - Erdmund Johannes Höhne, 1899–1916 - Ludwig Wilhelm Paul Rosenow, 1916–1926 - Werner Lehmbruch, 1926–1933 - Franz Kolaß, 1934–1938 (danach bis 1945 in Stablack) |

## Schlawitten
Das kleine Dorf Schlawitten lag einen Kilometer südöstlich von Klein Dexen und war sieben Kilometer von Preußisch Eylau (heute russisch: Bagrationowsk) entfernt (Lage). Im Jahre 1910 wurden hier 66 Einwohner registriert.
Im Jahre 1928 wurde Schlawitten in die Landgemeinde Wonditten eingegliedert und gehörte als dessen Ortsteil zunächst zum Amtsbezirk Dexen, ab 1938 zum Amtsbezirk Stablack (russisch: Dolgorukowo) im Landkreis Preußisch Eylau im Regierungsbezirk Königsberg der preußischen Provinz Ostpreußen.
Kirchlich gehörte Schlawitten bis 1938 zum Kirchspiel Klein Dexen, danach zum Pfarrsprengel Stablack, aber weiterhin zum Kirchenkreis Preußisch Eylau in der Kirchenprovinz Ostpreußen der Kirche der Altpreußischen Union.
Nach Beendigung der Kampfhandlungen des Zweiten Weltkriegs in der Region wurde die nördliche Hälfte Ostpreußens von der Sowjetunion in eigene Verwaltung genommen, während die südliche Hälfte der Volksrepublik Polen zur Verwaltung überlassen wurde. Die unmittelbare Lage im Gebiet der russisch-polnischen Nachkriegs-Verwaltungsgrenze besiegelte nach 1945 auch das Schicksal von Schlawitten, das geradezu spurlos verschwunden ist.

## Wonditten
Wonditten war das kleinste der nach 1945 Furmanowo genannten drei Dörfer. Im Jahre 1910 lebten hier 52 Einwohner. Die Entfernung nach Klein Dexen betrug zwei Kilometer, und bis zur Stadt Preußisch Eylau (heute russisch: Bagrationowsk) waren es sechs Kilometer (Lage).
Wonditten gehörte seit 1874 zum Amtsbezirk Dexen. 1928 wurde der Ort Schlawitten eingemeindet, und 1938 erfolgte die Überstellung in den Amtsbezirk Stablack (heute russisch: Dolgorukowo) innerhalb des Landkreises Preußisch Eylau im Regierungsbezirk Königsberg der preußischen Provinz Ostpreußen.
Auch diesem Dorf bereitete die im Frühjahr 1945 von der Sowjetunion vorgenommene Grenzziehung zwischen den russischen polnischen Verwaltungsgebieten unmittelbar an der südlichen Gemeindegrenze das Ende.

## Verkehr
Die Orte waren bis 1945 über die deutsche Reichsstraße 128 (die heutige russische Fernstraße A 195) und die Bahnlinie von Königsberg (Preußen) über Rastenburg (heute polnisch Kętrzyn) nach Prostken (Prostki) (heute von Kaliningrad nur bis Bagrationowsk) zu erreichen.